# 横山久美
横山 久美（よこやま くみ、1993年〈平成5年〉8月13日 - ）は、東京都多摩市出身の女子サッカー選手。静岡SSUボニータ所属。元サッカー日本女子代表。ポジションはフォワード、ミッドフィールダー。

## 経歴
東京都多摩市出身。幼稚園在籍時、兄が所属する17多摩サッカークラブでサッカーに出会い、小学校1年次に正式に入団してサッカーを始める。鶴牧サッカークラブ在籍中に多摩市トレセンチームのFC多摩ジュニアに選出。U-12東京都トレセンに参加した他、ダノンネーションズカップの東京都大会にも出場した。

### ユース
小学校6年次に日テレ・メニーナのセレクションを受けたが不合格となった後、2007年にスフィーダ世田谷FCに入団。東京都女子リーグや東京都女子サッカー選手権大会、東京都女子ユース (U-15) 選手権大会に出場した。同年にはJFAU-15女子ナショナルトレセン関東地区選手として選出された他、翌2008年7月には17歳以下の選手を対象としたなでしこチャレンジプロジェクトに選出された。
2009年に十文字高校へ入学してサッカー部に入部。全日本高等学校女子サッカー選手権大会や東京都女子ユース (U-18) サッカー選手権大会に出場した。
2010年10月には関東女子ユース (U-18) サッカー選手権大会に出場し、大会優勝と全日本女子ユース (U-18)サッカー選手権大会初出場に貢献した。翌11月、北朝鮮戦で挙げたゴールがFIFAプスカシュ賞（FIFA年間最優秀ゴール賞）にノミネートされた。
2011年11月、東日本大震災のチャリティーマッチのために来日したアーセナルの練習に参加。当時アーセナルの監督であったローラ・ハービーは「細かいドリブルで相手をかわしシュートまで持っていく技術はすぐにでも通用する」と非常に高く評価した。

### シニア
高校卒業後の2012年、なでしこリーグの岡山湯郷Belleに入団した。
2014年、チャレンジリーグ所属のAC長野パルセイロ・レディースに移籍し、21試合で30得点を挙げ、チャレンジリーグ得点王となった。
2015年、なでしこリーグ2部では25試合で35得点を挙げ得点王に輝き、チームの2部年間優勝、1部昇格に貢献した。同年4月30日、プレナスなでしこリーグ1部第6節岡山湯郷Belle戦で前半8分に先制ゴールを決めると、後半13分に2点目を決め、これで開幕から6戦連続ゴールとなり、得点ランクでも9ゴールでその時点でトップに立った。
2017年7月1日から2018年6月30日まで、ドイツ・女子ブンデスリーガの1.FFCフランクフルトに期限付き移籍。
2019年12月19日、ナショナル・ウィメンズ・サッカーリーグのワシントン・スピリットに完全移籍した。
2022年2月17日、トレードでNJ/NY ゴッサムFCへの移籍が発表された。同年10月14日、退団が発表された。
同年12月10日、岡山湯郷Belleへの復帰が発表された。
2024年シーズンはキャプテンとしてリーグ戦全22試合に出場し32得点を挙げ、チームのリーグ無敗優勝と1部昇格に大きく貢献し、なでしこリーグ2部の最優秀選手賞と得点王を受賞した。
同年12月20日、静岡SSUボニータへの移籍が発表された。

### 代表
2010年、U-17日本代表に選出され2010 FIFA U-17女子ワールドカップに出場。初戦のスペイン戦で途中出場し、56分にミドルシュートから得点を挙げた。準決勝の北朝鮮戦では、70分にドリブルで相手ディフェンダー6人を抜き去り決勝点を挙げた。この得点を含め、大会で合計6得点を挙げて得点ランキング3位となり、シルバーボール（大会最優秀選手第2位）とブロンズシューズ（大会得点王第3位）を受賞した。
2015年、3月に行われたアルガルベ杯で日本代表に初招集され、代表デビューとなったポルトガル戦で代表初得点を上げた。
2016年、リオデジャネイロオリンピックサッカーアジア予選の日本代表メンバーに選出され、中国戦で1得点、ベトナム戦で1得点を挙げたが、チームは予選3位となり五輪出場権を逃した。

## 人物
心と体の性が一致しないトランスジェンダーであることを公表している。
2021年6月19日、永里優季のYouTubeチャンネルでトランスジェンダーであることを公表。動画の中で「将来、サッカーを辞めて男になって生きていきたい」と語った。同年11月24日、交際している女性との結婚を発表。

## 個人成績

### クラブ
| クラブ                       | シーズン       | リーグ                     | 背番号 | リーグ戦 | リーグ戦 | カップ戦 | カップ戦 | リーグ杯 | リーグ杯 | その他 | その他 | 合計 | 合計 |
| クラブ                       | シーズン       | リーグ                     | 背番号 | 出場     | 得点     | 出場     | 得点     | 出場     | 得点     | 出場   | 得点   | 出場 | 得点 |
| ---------------------------- | -------------- | -------------------------- | ------ | -------- | -------- | -------- | -------- | -------- | -------- | ------ | ------ | ---- | ---- |
| 十文字高校                   | 2011           | —                          | 11     | —        | —        | 2        | 2        | —        | —        | —      | —      | 2    | 2    |
| 岡山湯郷Belle                | 2012           | なでしこ                   | 20     | 13       | 1        | 0        | 0        | 3        | 0        | —      | —      | 16   | 1    |
| 岡山湯郷Belle                | 2013           | なでしこ                   | 20     | 18       | 2        | 3        | 0        | 10       | 2        | —      | —      | 31   | 4    |
| 岡山湯郷Belle                | 通算           | 通算                       | 通算   | 31       | 3        | 3        | 0        | 13       | 2        | 0      | 0      | 47   | 5    |
| AC長野パルセイロ・レディース | 2014           | チャレンジ                 | 10     | 21       | 30       | -        | -        | —        | —        | —      | —      | 21   | 30   |
| AC長野パルセイロ・レディース | 2015           | なでしこ2部                | 10     | 25       | 35       | 2        | 2        | —        | —        | —      | —      | 27   | 37   |
| AC長野パルセイロ・レディース | 2016           | なでしこ1部                | 10     | 18       | 16       | 3        | 2        | 6        | 9        | —      | —      | 27   | 27   |
| AC長野パルセイロ・レディース | 2017           | なでしこ1部                | 10     | 10       | 6        | 0        | 0        | 2        | 4        | —      | —      | 12   | 10   |
| AC長野パルセイロ・レディース | 2018           | なでしこ1部                | 10     | 9        | 6        | 2        | 0        | —        | —        | —      | —      | 11   | 6    |
| AC長野パルセイロ・レディース | 2019           | なでしこ1部                | 10     | 18       | 5        | 2        | 1        | 2        | 3        | —      | —      | 22   | 9    |
| AC長野パルセイロ・レディース | 通算           | 通算                       | 通算   | 101      | 98       | 9        | 5        | 10       | 16       | 0      | 0      | 120  | 119  |
| 1.FFCフランクフルト          | 2017-18        | ドイツ・女子ブンデスリーガ | 10     | 22       | 4        | 2        | 2        | —        | —        | —      | —      | 24   | 6    |
| ワシントン・スピリット       | 2020           | NWSL                       | 17     | —        | —        | —        | —        | 4        | 0        | 4      | 1      | 8    | 1    |
| ワシントン・スピリット       | 2021           | NWSL                       | 17     | 12       | 0        | —        | —        | 4        | 1        | —      | —      | 16   | 1    |
| ワシントン・スピリット       | 通算           | 通算                       | 通算   | 12       | 0        | 0        | 0        | 8        | 1        | 4      | 0      | 24   | 2    |
| NJ/NY ゴッサムFC             | 2022           | NWSL                       | 13     | 8        | 0        | —        | —        | 5        | 0        | —      | —      | 13   | 0    |
| 岡山湯郷Belle                | 2023           | なでしこ2部                | 10     | 18       | 22       | 2        | 3        | —        | —        | —      | —      | 20   | 25   |
| 岡山湯郷Belle                | 2024           | なでしこ2部                | 10     | 22       | 32       | 4        | 3        | —        | —        | —      | —      | 26   | 35   |
| 岡山湯郷Belle                | 通算           | 通算                       | 通算   | 40       | 54       | 6        | 6        | 0        | 0        | 0      | 0      | 46   | 60   |
| 静岡SSUボニータ              | 2025           | なでしこ1部                | 10     |          |          |          |          | —        | —        | —      | —      |      |      |
| 通算                         | 日本           | 日本                       | 1部    | 86       | 36       | 10       | 3        | 23       | 18       | 0      | 0      | 119  | 57   |
| 通算                         | 日本           | 日本                       | 2部    | 46       | 65       | 2        | 2        | 0        | 0        | 0      | 0      | 48   | 67   |
| 通算                         | 日本           | 日本                       | 3部    | 40       | 54       | 6        | 6        | 0        | 0        | 0      | 0      | 46   | 60   |
| 通算                         | 日本           | 日本                       | その他 | 0        | 0        | 2        | 2        | 0        | 0        | 0      | 0      | 2    | 2    |
| 通算                         | ドイツ         | ドイツ                     | 1部    | 22       | 4        | 2        | 2        | 0        | 0        | 0      | 0      | 24   | 6    |
| 通算                         | アメリカ合衆国 | アメリカ合衆国             | 1部    | 20       | 0        | 0        | 0        | 13       | 1        | 4      | 1      | 37   | 2    |
| 総通算                       | 総通算         | 総通算                     | 総通算 | 214      | 159      | 22       | 15       | 36       | 19       | 4      | 1      | 276  | 194  |

1. ↑  期限付き移籍
2. ↑  新型コロナウイルスの影響で中止
3. 1 2  2020 NWSL秋季シリーズの成績

- 日本女子サッカーリーグ
  - 初出場 - 2012年4月15日 なでしこリーグ 第1節 ジェフユナイテッド市原・千葉レディース戦 (岡山県美作ラグビー・サッカー場)[37]
  - 初得点 - 2012年11月11日 なでしこリーグ 第18節 ASエルフェン狭山FC戦 (NACK5スタジアム大宮)[38]
  - リーグ戦通算150試合出場 - 2023年10月15日 なでしこリーグ2部 第22節 ノルディーア北海道戦 (岡山県津山陸上競技場)[37]
  - リーグ戦通算150得点 - 2024年6月30日 なでしこリーグ2部 第17節 JFAアカデミー福島戦 (岡山県津山陸上競技場)[38]

- 女子ブンデスリーガ
  - 初出場 - 2017年9月9日 第2節 ホッフェンハイム（ドイツ語版）戦 (ディートマール・ホップ・シュタディオン（ドイツ語版）)[39]
  - 初得点 - 2017年9月24日 第3節 SCサンド（ドイツ語版）戦 (シュタディオン・アム・ブレンタノバード（ドイツ語版）)[39]

- ナショナル・ウィメンズ・サッカーリーグ
  - 初出場 - 2021年5月22日 レーシング・ルイビルFC戦 (リン・ファミリー・スタジアム（英語版）)[39]

### 代表
- 2015年3月6日 - 日本女子代表初出場 -  ポルトガル戦 (アルガルヴェ・カップ2015)
- 2015年3月6日 - 日本女子代表初得点 -  ポルトガル戦 (アルガルヴェ・カップ2015)

#### 主な選出歴等
- U-12東京都トレセン
- U-15女子ナショナルトレセン（2007年）
- U-16日本代表（2009年）
- 国民体育大会東京都選抜（2009年）
- U-17日本女子代表
  - 2010年 - 2010 FIFA U-17女子ワールドカップ
- U-20日本女子代表
  - 2012年 - 2012 FIFA U-20女子ワールドカップ
- なでしこジャパン (日本女子代表)
  - 2015年 - アルガルヴェ・カップ2015
  - 2016年 - リオ五輪サッカーアジア最終予選
  - 2017年 - アルガルヴェ・カップ2017
  - 2018年 - アルガルヴェ・カップ2018
  - 2018年 - 2018 AFC女子アジアカップ
  - 2019年 - 2019 シービリーブスカップ（英語版）
  - 2019年 - 2019 FIFA女子ワールドカップ

#### 試合数
| 日本代表 | 国際Aマッチ | 国際Aマッチ |
| 年       | 出場        | 得点        |
| -------- | ----------- | ----------- |
| 2015     | 5           | 2           |
| 2016     | 8           | 3           |
| 2017     | 11          | 6           |
| 2018     | 11          | 5           |
| 2019     | 8           | 1           |
| 通算     | 43          | 17          |

2019年6月19日現在

#### 出場試合
| 出場試合一覧 | 出場試合一覧   | 出場試合一覧           | 出場試合一覧                               | 出場試合一覧   | 出場試合一覧 | 出場試合一覧 | 出場試合一覧                                                           | 出場試合一覧 |
| #            | 開催日         | 開催都市               | スタジアム                                 | 対戦国         | 結果         | 監督         | 大会                                                                   | 出典         |
| ------------ | -------------- | ---------------------- | ------------------------------------------ | -------------- | ------------ | ------------ | ---------------------------------------------------------------------- | ------------ |
| 1            | 2015年3月6日   | ファロ ／ ローレ       | エスタディオ・アルガルヴェ                 | ポルトガル     | ○ 3-0        | 佐々木則夫   | アルガルヴェ・カップ2015                                               | [ 40 ]       |
| 2            | 2015年8月1日   | 武漢                   | 武漢体育中心                               | 北朝鮮         | ● 2-4        | 佐々木則夫   | EAFF女子東アジアカップ2015                                             | [ 41 ]       |
| 3            | 2015年8月4日   | 武漢                   | 武漢体育中心                               | 韓国           | ● 1-2        | 佐々木則夫   | EAFF女子東アジアカップ2015                                             | [ 42 ]       |
| 4            | 2015年8月8日   | 武漢                   | 武漢体育中心                               | 中華人民共和国 | ○ 2-0        | 佐々木則夫   | EAFF女子東アジアカップ2015                                             | [ 43 ]       |
| 5            | 2015年11月29日 | フォ－レンダム         | FCフォーレンダムスタジアム                 | オランダ       | ● 1-3        | 佐々木則夫   | 国際親善試合                                                           | [ 44 ]       |
| 6            | 2016年2月29日  | 大阪                   | キンチョウスタジアム                       | オーストラリア | ● 1-3        | 佐々木則夫   | 2016年リオデジャネイロオリンピック・アジア最終予選                     | [ 45 ]       |
| 7            | 2016年3月2日   | 大阪                   | キンチョウスタジアム                       | 韓国           | △ 1-1        | 佐々木則夫   | 2016年リオデジャネイロオリンピック・アジア最終予選                     | [ 46 ]       |
| 8            | 2016年3月4日   | 大阪                   | キンチョウスタジアム                       | 中華人民共和国 | ● 1-2        | 佐々木則夫   | 2016年リオデジャネイロオリンピック・アジア最終予選                     | [ 47 ]       |
| 9            | 2016年3月7日   | 大阪                   | キンチョウスタジアム                       | ベトナム       | ○ 6-1        | 佐々木則夫   | 2016年リオデジャネイロオリンピック・アジア最終予選                     | [ 48 ]       |
| 10           | 2016年3月9日   | 大阪                   | キンチョウスタジアム                       | 北朝鮮         | ○ 1-0        | 佐々木則夫   | 2016年リオデジャネイロオリンピック・アジア最終予選                     | [ 49 ]       |
| 11           | 2016年6月2日   | コマースシティ         | ディックス・スポーティング・グッズ・パーク | アメリカ合衆国 | △ 3-3        | 高倉麻子     | 国際親善試合                                                           | [ 50 ]       |
| 12           | 2016年6月5日   | クリーブランド         | ファーストエナジー・スタジアム             | アメリカ合衆国 | ● 0-2        | 高倉麻子     | 国際親善試合                                                           | [ 51 ]       |
| 13           | 2016年7月21日  | カルマル               | グルドフォーゲルン・アリーナ               | スウェーデン   | ● 0-3        | 高倉麻子     | 国際親善試合                                                           | [ 52 ]       |
| 14           | 2017年3月1日   | パルシャル             | ベラ・ヴィスタ市営スタジアム               | スペイン       | ● 1-2        | 高倉麻子     | アルガルヴェ・カップ2017                                               | [ 53 ]       |
| 15           | 2017年3月3日   | パルシャル             | ベラ・ヴィスタ市営スタジアム               | アイスランド   | ○ 2-0        | 高倉麻子     | アルガルヴェ・カップ2017                                               | [ 54 ]       |
| 16           | 2017年3月6日   | ファロ ／ ローレ       | エスタディオ・アルガルヴェ                 | ノルウェー     | ○ 2-0        | 高倉麻子     | アルガルヴェ・カップ2017                                               | [ 55 ]       |
| 17           | 2017年3月8日   | ファロ ／ ローレ       | エスタディオ・アルガルヴェ                 | オランダ       | ● 2-3        | 高倉麻子     | アルガルヴェ・カップ2017                                               | [ 56 ]       |
| 18           | 2017年4月9日   | 熊本                   | 熊本県民総合運動公園陸上競技場             | コスタリカ     | ○ 3-0        | 高倉麻子     | キリンチャレンジカップ2017 ～熊本地震復興支援マッチ がんばるばい熊本～ | [ 57 ]       |
| 19           | 2017年6月9日   | ブレダ                 | ラット・フェルレフ・スタディオン           | オランダ       | ○ 1-0        | 高倉麻子     | 国際親善試合 ～オランダ・ベルギー遠征～                                | [ 58 ]       |
| 20           | 2017年6月13日  | ルーヴェン             | デン・ドリーフ                             | ベルギー       | △ 1-1        | 高倉麻子     | 国際親善試合 ～オランダ・ベルギー遠征～                                | [ 59 ]       |
| 21           | 2017年7月27日  | シアトル               | センチュリーリンク・フィールド             | ブラジル       | △ 1-1        | 高倉麻子     | 2017 トーナメント・オブ・ネイションズ                                  | [ 60 ]       |
| 22           | 2017年7月30日  | サンディエゴ           | クアルコム・スタジアム                     | オーストラリア | ● 2-4        | 高倉麻子     | 2017 トーナメント・オブ・ネイションズ                                  | [ 61 ]       |
| 23           | 2017年8月3日   | カーソン               | スタブハブ・センター                       | アメリカ合衆国 | ● 0-3        | 高倉麻子     | 2017 トーナメント・オブ・ネイションズ                                  | [ 62 ]       |
| 24           | 2017年10月22日 | 長野                   | 長野Uスタジアム                            | スイス         | ○ 2-0        | 高倉麻子     | MS&ADカップ2017                                                        | [ 63 ]       |
| 25           | 2018年2月28日  | パルシャル             | ベラ・ヴィスタ市営スタジアム               | オランダ       | ● 2-6        | 高倉麻子     | アルガルヴェ・カップ2018                                               | [ 64 ]       |
| 26           | 2018年3月2日   | パルシャル             | ベラ・ヴィスタ市営スタジアム               | アイスランド   | ○ 2-1        | 高倉麻子     | アルガルヴェ・カップ2018                                               | [ 65 ]       |
| 27           | 2018年3月5日   | ファロ ／ ローレ       | エスタディオ・アルガルヴェ                 | デンマーク     | ○ 2-0        | 高倉麻子     | アルガルヴェ・カップ2018                                               | [ 66 ]       |
| 28           | 2018年4月7日   | アンマン               | キング・アブドゥッラー2世スタジアム        | ベトナム       | ○ 4-0        | 高倉麻子     | 2018 AFC女子アジアカップ                                               | [ 67 ]       |
| 29           | 2018年4月10日  | アンマン               | アンマン国際スタジアム                     | 韓国           | △ 0-0        | 高倉麻子     | 2018 AFC女子アジアカップ                                               | [ 68 ]       |
| 30           | 2018年4月17日  | アンマン               | キング・アブドゥッラー2世スタジアム        | 中華人民共和国 | ○ 3-1        | 高倉麻子     | 2018 AFC女子アジアカップ                                               | [ 69 ]       |
| 31           | 2018年4月20日  | アンマン               | アンマン国際スタジアム                     | オーストラリア | ○ 1-0        | 高倉麻子     | 2018 AFC女子アジアカップ                                               | [ 70 ]       |
| 32           | 2018年7月26日  | カンザスシティ         | チルドレンズ・マーシー・パーク             | アメリカ合衆国 | ● 2-4        | 高倉麻子     | 2018 トーナメント・オブ・ネイションズ                                  | [ 71 ]       |
| 33           | 2018年7月29日  | イーストハートフォード | プラット・アンド・ホイットニー・スタジアム | ブラジル       | ● 1-2        | 高倉麻子     | 2018 トーナメント・オブ・ネイションズ                                  | [ 72 ]       |
| 34           | 2018年8月2日   | シカゴ                 | トヨタ・パーク                             | オーストラリア | ● 0-2        | 高倉麻子     | 2018 トーナメント・オブ・ネイションズ                                  | [ 73 ]       |
| 35           | 2018年11月11日 | 鳥取                   | 鳥取市営サッカー場・バードスタジアム       | ノルウェー     | ○ 4-1        | 高倉麻子     | 国際親善試合                                                           | [ 74 ]       |
| 36           | 2019年2月27日  | チェスター             | タレン・エナジー・スタジアム               | アメリカ合衆国 | △ 2-2        | 高倉麻子     | 2019 シービリーブスカップ                                              | [ 75 ]       |
| 37           | 2019年3月2日   | ナッシュビル           | ニッサン・スタジアム                       | ブラジル       | ○ 3-1        | 高倉麻子     | 2019 シービリーブスカップ                                              | [ 76 ]       |
| 38           | 2019年3月5日   | タンパ                 | レイモンド・ジェームス・スタジアム         | イングランド   | ● 0-3        | 高倉麻子     | 2019 シービリーブスカップ                                              | [ 77 ]       |
| 39           | 2019年4月4日   | オセール               | スタッド・アッベ・デシャン                 | フランス       | ● 1-3        | 高倉麻子     | 国際親善試合 ～ヨーロッパ遠征～                                        | [ 78 ]       |
| 40           | 2019年4月9日   | パーダーボルン         | ベンテラー・アレーナ                       | ドイツ         | △ 2-2        | 高倉麻子     | 国際親善試合 ～ヨーロッパ遠征～                                        | [ 79 ]       |
| 41           | 2019年6月2日   | ル・トゥケ             | スタッド・ジェラール・ウリエ               | スペイン       | △ 1-1        | 高倉麻子     | 国際親善試合                                                           | [ 80 ]       |
| 42           | 2019年6月10日  | パリ                   | パルク・デ・フランス                       | アルゼンチン   | △ 0-0        | 高倉麻子     | 2019 FIFA女子ワールドカップ                                            | [ 81 ]       |
| 43           | 2019年6月19日  | ニース                 | スタッド・ド・ニース                       | イングランド   | ● 0-2        | 高倉麻子     | 2019 FIFA女子ワールドカップ                                            | [ 82 ]       |

#### ゴール
| ゴール一覧 | ゴール一覧     | ゴール一覧       | ゴール一覧                          | ゴール一覧     | ゴール一覧 | ゴール一覧 | ゴール一覧                                   | ゴール一覧 |
| #          | 開催日         | 開催都市         | スタジアム                          | 対戦国         | 最終結果   | 監督       | 大会                                         | 出典       |
| ---------- | -------------- | ---------------- | ----------------------------------- | -------------- | ---------- | ---------- | -------------------------------------------- | ---------- |
| 1.         | 2015年3月6日   | ファロ／ローレ   | エスタディオ・アルガルヴェ          | ポルトガル     | ○ 3-0      | 佐々木則夫 | アルガルヴェ・カップ2015                     | [ 83 ]     |
| 2.         | 2015年8月8日   | 武漢             | 武漢体育中心                        | 中華人民共和国 | ○ 2-0      | 佐々木則夫 | 東アジアカップ2015                           | [ 84 ]     |
| 3.         | 2016年3月4日   | 大阪             | キンチョウスタジアム                | 中華人民共和国 | ● 1-2      | 佐々木則夫 | リオデジャネイロオリンピック・アジア最終予選 | [ 47 ]     |
| 4.         | 2016年3月7日   | 大阪             | キンチョウスタジアム                | ベトナム       | ○ 6-1      | 佐々木則夫 | リオデジャネイロオリンピック・アジア最終予選 | [ 48 ]     |
| 5.         | 2016年6月2日   | コマース・シティ | ファーストエナジー・スタジアム      | アメリカ合衆国 | △ 3-3      | 高倉麻子   | 国際親善試合                                 | [ 51 ]     |
| 6.         | 2017年3月1日   | パルシャル       | ベラ・ヴィスタ市営スタジアム        | スペイン       | ● 1-2      | 高倉麻子   | アルガルヴェ・カップ2017                     | [ 53 ]     |
| 7.         | 2017年3月6日   | ファロ ／ ローレ | エスタディオ・アルガルヴェ          | ノルウェー     | ○ 2-0      | 高倉麻子   | アルガルヴェ・カップ2017                     | [ 55 ]     |
| 8.         | 2017年3月6日   | ファロ ／ ローレ | エスタディオ・アルガルヴェ          | ノルウェー     | ○ 2-0      | 高倉麻子   | アルガルヴェ・カップ2017                     | [ 55 ]     |
| 9.         | 2017年3月8日   | ファロ ／ ローレ | エスタディオ・アルガルヴェ          | オランダ       | ● 2-3      | 高倉麻子   | アルガルヴェ・カップ2017                     | [ 56 ]     |
| 10.        | 2017年4月9日   | 熊本             | 熊本県民総合運動公園陸上競技場      | コスタリカ     | ○ 3-0      | 高倉麻子   | キリンチャレンジカップ2017                   | [ 57 ]     |
| 11.        | 2017年6月9日   | ブレダ           | ラット・フェルレフ・スタディオン    | オランダ       | ○ 1-0      | 高倉麻子   | 国際親善試合                                 | [ 58 ]     |
| 12.        | 2018年4月7日   | アンマン         | キング・アブドゥッラー2世スタジアム | ベトナム       | ○ 4-0      | 高倉麻子   | 2018 AFC女子アジアカップ                     | [ 67 ]     |
| 13.        | 2018年4月17日  | アンマン         | キング・アブドゥッラー2世スタジアム | 中華人民共和国 | ○ 3-1      | 高倉麻子   | 2018 AFC女子アジアカップ                     | [ 69 ]     |
| 14.        | 2018年4月17日  | アンマン         | キング・アブドゥッラー2世スタジアム | 中華人民共和国 | ○ 3-1      | 高倉麻子   | 2018 AFC女子アジアカップ                     | [ 69 ]     |
| 15.        | 2018年4月20日  | アンマン         | アンマン国際スタジアム              | オーストラリア | ○ 1-0      | 高倉麻子   | 2018 AFC女子アジアカップ                     | [ 70 ]     |
| 16.        | 2018年11月11日 | 鳥取             | とりぎんバードスタジアム            | ノルウェー     | ○ 4-1      | 高倉麻子   | 国際親善試合                                 | [ 74 ]     |
| 17.        | 2019年4月9日   | パーダーボルン   | ベンテラー・アレーナ                | ドイツ         | △ 2-2      | 高倉麻子   | 国際親善試合                                 | [ 79 ]     |

## タイトル

### クラブ
- AC長野パルセイロ・レディース
  - なでしこリーグ2部：1回 (2015)

- 岡山湯郷Belle
  - なでしこリーグ2部：1回 (2024)

### 代表
- 日本代表
  - AFC女子アジアカップ：1回（2018）

### 個人
- なでしこリーグ1部 敢闘賞：1回（2016）
- なでしこリーグ2部 最優秀選手賞：1回（2024）
- なでしこリーグ2部 得点王：2回（2015、2024）
- チャレンジリーグ 得点王：1回（2014）
- アルガルヴェ・カップ 得点王：1回（2017）[注釈 2]
- FIFA U-17女子ワールドカップ
  - 最優秀選手第2位（シルバーボール）（2010）
  - 得点王第3位（ブロンズシューズ）（2010）